# Rudziszki (gmina)
Gmina Rudziszki (lit. Rūdiškių seniūnija) – gmina w rejonie trockim okręgu wileńskiego na Litwie. Siedzibą administracji są Rudziszki. 